# Hirudiniformes

Hirudiniformes es uno de los subórdenes aceptados en la actualidad de las sanguijuelas carentes de probóscide (Arhynchobdellida). Su miembro más conocido es la sanguijuela medicinal europea, Hirudo medicinalis, y, en efecto, la mayoría de los gusanos chupadores de sangre tal como se percibe generalmente a las sanguijuelas se considera que pertenecen a este grupo. En general, si bien algunas sanguijuelas chupan sangre, muchas son depredadores que cazan invertebrados pequeños.
Anteriormente los Arhynchobdellida estaban divididos en dos grupos, distinguidos por la presencia o ausencia de mandíbulas con dientes. Pero ello no representa una división natural, según se ha determinado recientemente - las sanguijuelas carentes de probóscide más primitivas no se encuentran entre las formas succionadoras de sangre con mandíbulas como se creía antiguamente, sino entre las depredadoras sin mandíbulas.
Las "sanguijuelas con mandíbulas" - denominadas "Gnathobdellae" o "Gnathobdellida" - se encuentran exclusivamente entre los Hirudiniformes, pero el orden también contienen varias familias sin mandíbulas. Las formas con mandíbulas y dientes conforman las familias acuática  Hirudidae y terrestres Haemadipsidae y Xerobdellidae (a veces incluidas en las precedentes pero probablemente merecedoras de ser reconocidas como una familia independiente). Estas podrían constituir un clado, el cual entonces tendría el rango de una superfamilia, pero parecería que en cambio los Hirudidae podrían ser parientes cercanos de los Haemopidae carnívoros.
Muchas de las sanguijuelas más conocidas pertenecen a esta familia, donde se destacan la sanguijuelas medicinales, por ejemplo la especie europea, ya mencionada, la cual ocupa un sitial prominente entre ellas. Otros Hirudiniformes medicinales de menor importancia son por ejemplo otras especies del género Hirudo, la sanguijuela medicinal de América del Norte (Macrobdella decora), y la sanguijuela medicinal asiática (Hirudinaria manillensis). Entre las sanguijuelas succionadoras de sangre más conocidas se encuentran la sanguijuela india (Haemadipsa sylvestris) y la  yamabiru o sanguijuela montana japonesa (Haemadipsa zeylanica).